# American Life (canción)
«American Life» es el primer sencillo del álbum homónimo de la cantante pop estadounidense Madonna, lanzado como descarga digital en el mes de marzo de 2003, y como sencillo físico entre el 8 y 14 de abril de 2003. La canción escrita y producida por Madonna y Mirwais Ahmadzaï hace una crítica al modo de vida estadounidense. Sumado a su video musical censurado y regrabado a la fuerza por manifestarse en contra del presidente George W. Bush en la invasión de Irak. Debido a esto la canción falló en las listas de éxitos de Estados Unidos, aunque en el resto del mundo fue todo un éxito. 

## Información de la canción
«American Life» está escrita y producida por Madonna y Mirwais Ahmadzaï. La canción sigue el mismo estilo de sonido que caracteriza los últimos álbumes de Madonna, con sonido electrónico y acompañada de una guitarra acústica, además contiene un ritmo bailable. Debido a la disconformidad de Madonna con las invasiones de Irak en 2003 llevadas a cabo por el presidente de Estados Unidos George W. Bush se manifestó en contra de este hecho escribiendo tres canciones para su nuevo álbum («American Life», «Hollywood» y «I'm So Stupid») en las que se dedica a criticar el modo de vida americano considerado como un «ejemplo» para la sociedad.
«American Life» fue publicado por primera vez el 8 de abril de 2003 en Estados Unidos y el 14 de abril de 2003 en Europa. La canción fue estrenada en las radios mundiales el 24 de marzo, el mismo día que fue enviada como una versión oficial de descarga digital por correo entre los fanes Americanos que adquirieron el MP3 en el sitio web oficial de Madonna. La canción incluye un rap marcado por Madonna, que fue lo primero que pudimos oír de «American Life» cuando todavía no se había publicado como sencillo. Existen varios remixes oficiales de la canción en colaboración con reconocidos artistas como Missy Elliot, Peter Rauhofer, Felix da Housecat y Paul Oakenfold.
El sencillo va marcado con el aviso de "Parental Advisory" debido a que la canción contiene la palabra "F**k It", sin embargo se han editado varias versiones denominadas limpias en las que se elimina la mala palabra.
La canción no fue muy bien recibida en los Estados Unidos por razones obvias que algunos se atrevieron a decir que Madonna tenía un sentimiento antinacionalista, pero en el mundo entero tuvo muy buenos resultados. En el 2005, la revista Q la incluyó en la lista de "Las Diez Canciones Más Terribles por un Gran Artista".
Madonna presentó en vivo «American Life» en el concierto promocional del álbum American Life, llevado a cabo por MTV y llamado "On Stage And On Record". Además también estuvo incluida en la gira Re-Invention Tour en 2004, era la canción que abría la sección militar del concierto y en la gira Sticky and Sweet Tour, (aunque no fue incluida en el tracklist original), Madonna cantó esta canción en el concierto que ofreció en Boston en 2008. La cantó en la parte del show en el que la audiencia elige entre una canción de la cantante para cantar juntos a capela. En 2012, durante su novena gira, The MDNA Tour, Madonna cantó un extracto de «American Life», después de «Human Nature», en la segunda actuación que ofreció en St. Paul.

## Video musical

### Versión original
El controvertido vídeo musical de la canción fue filmado entre los días 6-7 de febrero de 2003 en Los Ángeles, California por el director sueco Jonas Åkerlund. Mientras sus videos eran destacados por temáticas sexuales y religiosas en los años 80 y 90, Madonna comenzó incorporando imágenes de violencia en los años 2000 con los vídeos de «What It Feels Like for a Girl» y «Die Another Day». Para «American Life», tomó un nuevo nivel centrándose en política y en el ataque de Estados Unidos por el presidente George W. Bush contra Irak.
En el video Madonna aparece interpretando el papel de un Sargento Mayor de la armada, con una legión de tropas femenina en un desfile de moda. Este finaliza con Madonna y su tropa entrando con un Mini Cooper y estrellándose contra la pasarela. Mientras la audiencia observa impresionada, Madonna da un manguerazo de agua a los paparazzi, recreando un clima de guerra con imágenes lentas hasta que Madonna lanza una granada que, en una versión del video, queda al medio de la pasarela. Solo se escucha el sonido del cronómerto del explosivo, y la imagen se va a negro. En otra versión, es atrapada por un personaje que interpreta el papel del presidente Bush, quien transforma la granada en un encendedor para prender su cigarrillo. Tan pronto como se filtraron los rumores de la temática del video, fue duramente criticado. Lo que llevaron a que Madonna sintiera la necesidad de emitir una declaración: "Me siento afortunada de ser una ciudadana americana por muchas razones, una de ellas es el derecho de poder expresarme libremente, especialmente en mi trabajo. Entiendo que ha habido reportes en los medios acerca de mi próximo video "American Life", muchos de ellos inciertos. No soy anti-Bush. No soy pro-Irak. Soy pro-paz. He escrito una canción y he creado un video para expresar mis sentimientos acerca de nuestra cultura y valores y de las ilusiones de mucha gente que creen del Sueño Americano - la vida perfecta. Como una artista, espero que provoque pensamientos y diálogo. No espero que todos estén de acuerdo con mi punto de vista. Estoy agradecida de tener la libertad de expresar estos sentimientos y así es como honro a mi país".
Debido al clima político del país en esa época, muy notablemente la reacción de los Dixie Chicks después de que hicieran algunos comentarios antiguerra, Madonna más tarde cambió de pensar en su "discurso de libertad". El 1 de abril de 2003 un día después de que el video fuera estrenado en unos pocos canales musicales de Europa (VIVA) y América Latina (MTV Latinoamérica) y en un primordial especial en el canal Nine Network de Australia, Madonna retiró el video y lanzó un comunicado explicando la razón: "He decidido no emitir mi nuevo video. Fue filmado antes de que la guerra comenzara y no creo que es el aire apropiado en este momento. Dado el inestable estado del mundo y por sensibilidad y respeto a las fuerzas armadas, a las cuales apoyo y por las que rezo, no quiero arriesgarme ofendiendo a nadie que mal interprete el significado del video".
El 26 de abril de 2023, Madonna publica la versión original en su canal oficial de YouTube.

### Versión editada
Después de retirar el video original, Madonna luego grabó una segunda versión que fue estrenada el 16 de abril de 2003 en VH1. Esta versión, con muchas críticas, solo contiene secuencias de Madonna en primer plano, pero esta vez en frente de banderas de diferentes países en lugar de llamas e imágenes de guerra. La versión original se volvió a utilizar como fondo en las pantallas en la actuación de la gira Re-Invention Tour. Con la gran diferencia principal de que fue alterada la escena final para mostrar a George W. Bush y Saddam Hussein juntos. Ninguna imagen fue filmada para la nueva versión.
Warner Bros ha confirmado que la versión original que fue retirada podría ser un bonus del DVD I'm Going to Tell You a Secret, que fue publicado en junio de 2006, sin embargo cuando el DVD fue publicado en América, el video de "American Life" no estaba incluido.

### Créditos de ambas versiones del vídeo
- Director: Jonas Akerlund
- Productor: Nicola Doring
- Director de Fotografía: Eric Broms
- Editor: Jonas Akerlund
- Compañía Productora: HSI Productions

## Versiones oficiales
1. Versión del álbum (versión sin censura) - (4:57)
2. Versión del álbum (versión limpia) - (4:57)
3. Radio Edit With Rap - (4:27)
4. Radio Edit With Rap And F*** It - (4:27)
5. Radio Edit Withhout Rap - (4:04)
6. Oakenfold Downtempo Remix - (5:32)
7. Oakenfold Downtempo Radio Mix - (4:00)
8. Oakenfold Radio Edit Without Rap - (3:16)
9. Missy Elliott American Dream Remix - (4:49)
10. Missy Elliott American Dream Instrumental Remix - (4:42)
11. Missy Elliott American Dream Clean Edit - (4:36)
12. Missy Elliott American Dream A capela - (4:38)
13. Felix Da Housecat's Devin Dazzle Club Mix - (6:10)
14. Felix Da Housecat's Radio Mix - (3:21)
15. Felix Da Housecat Radio Edit Without Rap - (3:24)
16. Peter Rauhofer's American Anthem Part 1 - (10:41)
17. Peter Rauhofer's American Anthem Part 2 - (9:06)
18. Rauhofer Radio Edit (3:50)
19. Headcleanr Rock Mix (4:01)

## Formatos
/Reino Unido/Estados Unidos 2 x 12 vinilo
- A1 «American Life» (Missy Elliott's American Dream Remix) — 4:49
- A2 «American Life» (Oakenfold Downtempo Remix) — 5:32
- B1 «American Life» (Peter Rauhofer's American Anthem Part 1) — 10:41
- C1 «American Life» (Felix Da Housecat's Devin Dazzle Club Mix) — 6:10
- C2 «Die Another Day» (Calderone & Quayle Afterlife Mix) — 8:52
- D «American Life» (Peter Rauhofer's American Anthem) (Part 2) — 9:06

Reino Unido Promo CD (The Remixes)
1. «American Life» (Missy Elliott's American Dream Remix) — 4:49
2. «American Life» (Oakenfold Downtempo Remix) — 5:32
3. «American Life» (Felix Da Housecat's Devin Dazzle Club Mix) — 6:10
4. «American Life» (Peter Rauhofer's American Anthem Part 1) — 10:41
5. «American Life» (Peter Rauhofer's American Anthem) (Part 2) — 9:06
6. «Die Another Day» (Richard Humpty Vission Electrofried Mix) — 6:01

Reino Unido CD 1
1. «American Life» (Radio Edit) — 4:27
2. «American Life» (Missy Elliott's American Dream Remix) — 4:49
3. «American Life» (Peter Rauhofer's American Anthem Part 1) — 10:41

Reino Unido CD 2
1. «American Life» (Radio Edit) — 4:27
2. «American Life» (Oakenfold Downtempo Remix) — 5:32
3. «American Life» (Felix Da Housecat's Devin Dazzle Club Mix) — 6:10

Estados Unidos Maxi Single
1. «American Life» (Missy Elliott's American Dream Mix) - 4:49
2. «American Life» (Oakenfold Downtempo Remix) — 5:32
3. «American Life» (Felix Da Housecat's Devin Dazzle Club Mix) — 6:10
4. «American Life» (Peter Rauhofer's American Anthem) (Part 1) — 10:41
5. «American Life» (Peter Rauhofer's American Anthem) (Part 2) — 9:06
6. «Die Another Day» (Richard Humpty Vission Electrofield Mix) — 6:01

## Posición en las listas
"American Life" fue lanzada desde un principio como descarga digital, convirtiéndose en el primer sencillo de Madonna en aparecer disponible en este formato. En Estados Unidos la canción tuvo un comportamiento bastante débil, quizás debido a las críticas de Madonna hacia las invasiones en Irak. El sencillo digital logró unas 4.177 copias en su primera semana de publicación, permitiéndole debutar en puesto nº90 en el Billboard Hot 100, pero luego solo pudo mantenerse en el puesto nº37 permaneciendo en el Top40 solo una semana. En la lista Hot 100 Singles Sales, el sencillo se colocó en el puesto n.º 2 y en el puesto nº61 en la lista Hot 100 Airplay.
En las listas dance de Estados Unidos, el sencillo obtuvo un mejor comportamiento, alcanzado el puesto n.º 1 en las listas Hot Dance Singles Sales y Hot Dance Club Play. Internacionalmente el sencillo consiguió obtener mucho más éxito, posicionándose en el puesto n.º 2 en Reino Unido y Top10 en Australia, Canadá y Japón.

### Listas de popularidad
| América        |                                              |          |
| País           | Lista                                        | Posición |
| Canadá         | Top 50 Singles                               | 1        |
| Estados Unidos | Billboard Hot 100                            | 37       |
| Estados Unidos | Billboard Singles Sales                      | 2        |
| Estados Unidos | Billboard Hot Dance Music/Maxi Singles Sales | 1        |
| Estados Unidos | Billboard Top 40 Mainstream                  | 27       |
| Estados Unidos | Billboard Top 40 Tracks                      | 32       |
| México         | Top 100 Singles                              | 8        |
| Asia           |                                              |          |
| País           | Lista                                        | Posición |
| Japón          | Tokio Hot 100                                | 1        |
| Europa         |                                              |          |
| País           | Lista                                        | Posición |
| Alemania       | Top 100 Singles Chart                        | 10       |
| Austria        | Top 75 Singles                               | 7        |
| Bélgica        | Ultratop 50 flamenca                         | 10       |
| Bélgica        | Ultratop 50 valona                           | 12       |
| Dinamarca      | Tracklisten                                  | 1        |
| España         | Singles                                      | 2        |
| Unión Europea  | Eurochart Top 100 Singles                    | 2        |
| Finlandia      | Suomen virallinen lista                      | 3        |
| Francia        | Top 100 Singles                              | 10       |
| Irlanda        | Top 50 Singles                               | 7        |
| Italia         | Top 50 Singles                               | 1        |
| Noruega        | VG-lista                                     | 9        |
| Países Bajos   | Top 40 Singles                               | 13       |
| Reino Unido    | UK Top 75 Singles                            | 2        |
| Suecia         | Top 60 Singles Chart                         | 3        |
| Suiza          | Top 100 Singles Chart                        | 1        |
| Oceanía        |                                              |          |
| País           | Lista                                        | Posición |
| Nueva Zelanda  | Top 50 Singles Chart                         | 33       |
| Australia      | ARIA Top 50 Singles Chart                    | 7        |

### Certificaciones
| País      | Organismo certificador | Certificación | Ventas  | Ref.   |
| --------- | ---------------------- | ------------- | ------- | ------ |
| Australia | ARIA                   | Oro           | 35 000  | [ 11 ] |
| Francia   | SNEP                   | Plata         | 125 000 | [ 12 ] |